# لوچا آنگیسولا
لوچا آنگیسولا (ایتالیایی: Lucia Anguissola؛ تولد:۱۵۳۶ یا ۱۵۳۸-مرگ:بین سال‌های ۱۵۶۵ تا ۱۵۶۸) نقاش تکلف‌گرای اهل ایتالیا در اواخر دورهٔ رنسانس بود.

## نگارخانه

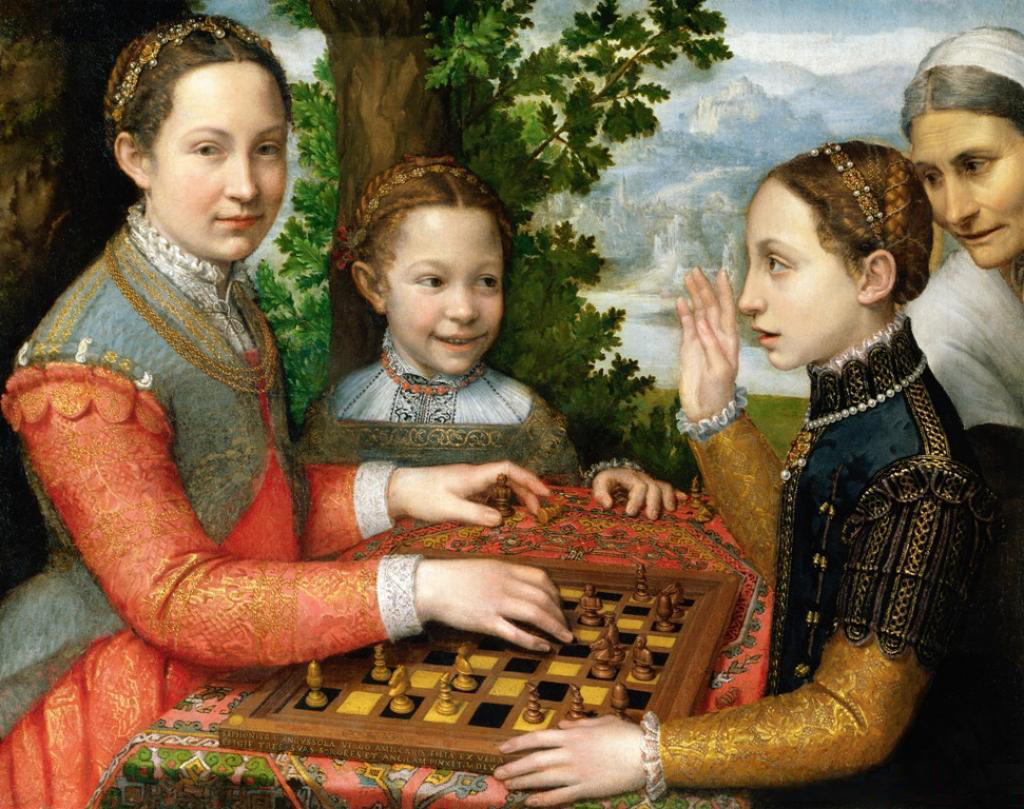